# IAPSO
Die IAPSO (Abkürzung für International Association for the Physical Sciences of the Oceans) ist die internationale Vereinigung der Ozeanografie. Sie ist eine der acht Mitgliedsgesellschaften der internationalen geowissenschaftlichen Union IUGG.
Zu einer Sektion der Geophysik wurde die Ozeanografie bereits vor 1930. Die 15. IUGG-Generalversammlung 1971 in Moskau wertete sie zu einer der seinerzeit sieben Assoziationen der Union auf.
Die IAPSO fördert die Erforschung aller Phänomene der Meereskunde, unter anderem durch Fachtagungen und -Diskussionen, vergleichende Studien, internationale Forschungsprojekte sowie durch Unterstützung einschlägiger Publikationen.